# 温暖的抱抱
《温暖的抱抱》，是一部2020年12月31日上映的中國大陸電影。內容讲述一位有强迫症和洁癖的男生（常远饰），原本以为自己是一个友情爱情的绝缘体，但在遇到风格独特的医生（沈腾 饰）和大大咧咧的率真女孩（李沁 饰）之后，上演了一段阴差阳错的疗伤爱情故事。本片翻拍自韩国电影《计划男》。
2019年10月24日，常远导演处女作《温暖的抱抱》在广州开机。

## 上映時間
| 平台 | 所在地   | 日期           | 時間 | 備註 |
| 院线 | 中国大陆 | 2020年12月31日 | 待定 |      |

## 演员列表
| 演員   | 角色   |
| 常远   | 鲍抱   |
| 李沁   | 宋温暖 |
| 沈腾   | 贾医生 |
| 乔杉   | 王為人 |
| 马丽   | 丽姐   |
| 张子栋 | 张栋栋 |
| 王成思 | 炸弹   |
| 陈昊明 | 安全   |